# Lokomotiva 749
Lokomotiva 749 je dieselová lokomotiva s elektrickým přenosem výkonu, která vznikla rekonstrukcí původních lokomotiv řady 751 a 752 (označení T478.1 a .2). Rekonstrukce probíhaly v letech 1992–1996, vzešlo z nich celkem 60 lokomotiv.

## Vznik a rekonstrukce prvních lokomotiv
Po ukončení přechodu z parní na motorovou trakci na počátku 80. let minulého století se ČSD rozhodlo ukončit, do té doby běžné, vytápění osobních vozů parním topením. Vlaky, tažené motorovou lokomotivou, tak měly být vytápěny už pouze elektricky. Systém parního topení na železnici byl (na tehdejší dobu) již technicky náročný, především po stránce údržby. Nevyhovující byla také i spotřeba nafty, všudypřítomná unikající pára a potřeba dobírat vodu. Podstatou rekonstrukce u lokomotiv řady 751 (T478.1) byla náhrada parního generátoru PG 500 topným alternátorem TA415, aby bylo možné tyto lokomotivy i nadále používat v osobní dopravě. Stroje řady 752 (T478.2), určené pro nákladní dopravu, měly místo generátoru dosazen balast. Ten byl i u nich nahrazen moderním elektrickým topným agregátem. Podobným způsobem byly již dříve (od roku 1991) přestavováni také mladší „brejlovci“ původní řady 753 (T478.3) na řadu 750.
K prototypové přestavbě byly vybrány stroje 751.039 z depa Jihlava a 751.051 ze služebny Šumperk. Na první zmíněné lokomotivě byla rekonstrukce provedena přímo v domovském depu, ještě před koncem roku 1992. Úprava druhého stroje byla provedena zjara 1993 (už po rozdělení ČSD) taktéž v zázemí domovské služebny. Rekonstrukce byla spojena i s vyvazovací opravou a obnovou laku. Obě lokomotivy byly přeznačeny na novou řadu 749 se zachováním původních inventárních čísel. Stroj 749.051 byl předán do Jihlavy, kde byla jeho přestavba dokončena a spolu se 749.039 se podrobil provozním zkouškám. Po jejich úspěšném vykonání se ČD rozhodly zorganizovat tyto přestavby sériově a zapojit do nich i další depa. Do roku 1996 tak bylo upraveno na elektrické vytápění vlakových souprav celkem 60 strojů v depech Jihlava, Šumperk (Olomouc), České Budějovice, Praha-Vršovice a Veselí nad Moravou. Poslední přestavěná lokomotiva 749.265 (původní 752.055), ze Šumperka, byla navíc osazena i mikroprocesorovým řídícím systémem Intelo, elektronickým rychloměrem s funkcí automatické regulace rychlosti a přídavným motorem.  
Přestavba lokomotiv řad 751 a 752 na elektrické vytápění vlakových souprav byla realizována pouze u ČD. Na Slovensku k přestavbám u těchto řad přistoupeno nebylo, jelikož pro osobní dopravu postačovaly mladší a výkonnější stroje 750 a 754. 
Jednotlivé lokomotivy nebyly k rekonstrukcím vybírány systematicky, pocházejí ze všech výrobních sérií (vyjma prototypů) a bylo jim ponecháno původní pořadové číslo; jejich označení proto netvoří souvislou číselnou řadu. Nejstarší stroj, který byl podroben rekonstrukci, je 749.006 z roku 1966.

## Provoz po rekonstrukci (1996–2005)
Většina rekonstruovaných strojů zůstala, po přestavbě, ve svých původních služebnách. Od konce 90. let se, ale dostávaly i do nových lokalit (Liberec, Letohrad, Meziměstí, Chomutov, Ostrava, Krnov, Prostějov, České Budějovice, Veselí nad Moravou, Zdice) s cílem nahradit, sice mladší, ale provozně náročnější „brejlovce“ řad 750 a 753. V depech Prostějov, Krnov, Veselí nad Moravou a Zdice bylo jejich nasazení poměrně krátkodobé, v ostatních zmíněných služebnách vydržel jejich provoz neměnný až do roku 2005, kdy nastala první vlna rušení a s ní spojené i přesuny mnohých lokomotiv. Jako první byla zrušena lokomotiva 749.234 (původní T478.2005) z depa Chomutov, která byla zcela zdemolována při nehodě v květnu 2002.

## Postupný ústup ze služby, vyvrcholení provozu, ukončení turnusového nasazování a pozdější návrat na koleje (2005–2022)
Lokomotivy řady 749 začaly z českých kolejí postupně mizet od roku 2005. Důvodů bylo několik. Zejména to byla postupná elektrifikace tratí, kde tyto stroje sloužily. Jejich nasazování do provozu citelně oslabily tendence národního dopravce omezit vlaky v klasické sestavě (lokomotiva s vagony), na úkor rentabilnějších motorových vozů. Ty je také postupně nahradily v mnoha, provozně důležitých, lokalitách. Zároveň bylo ukončeno jejich přistavování k hlavním opravám (2005), což se výrazně projevilo na počtu provozních kusů. Svůj podíl na jejich ústupu z kolejí neslo také množství nehod nebo drobných závad, po kterých již nebyla vůle stroje opravit. Některé putovaly do šrotu i zcela provozní. Do klíčového roku 2007, kdy došlo k rozdělení nákladní a osobní dopravy, bylo už tak odstaveno nebo přímo sešrotováno více než dvacet lokomotiv. Do divize nákladní dopravy ČD Cargo, které náležely všechny sesterské stroje řady 751 (kromě muzejních), bylo převedeno i 5 lokomotiv řady 749 (018, 019, 187, 247 a 251). Ty se, v nákladní dopravě, udržely ještě celé následující desetiletí. 
Praha – Klasickými působišti řady 749 depa Praha byly zejména tratě tzv. Posázavského pacifiku do Čerčan, Dobříše a Světlé nad Sázavou, kde byly nasazovány s patrovými vozy Bmto. Dále pak vozily víkendové rychlíky do Tanvaldu a krátkodobě i spěšné vlaky z Kolína do Rumburku. K dispozici bylo tehdy 8 lokomotiv (749.006, 146, 162, 180, 181, 182, 218, 224). Koncem roku 2005 byly zbylé provozní stroje z depa Chomutov (749.039, 081, 102, 130, 140) předány právě do Prahy. Liberecké lokomotivy (749.008, 244, 258) přešly tamtéž (2008), stejně jako poslední letohradské (749.011, 240, 260) a v roce 2009 také část olomouckých (749.107, 121, 253, 264). Příchod strojů z jiných dep, tak učinil ze služebny Vršovice novodobou baštu těchto vozidel. Zároveň to také umožnilo postupné zrušení domácích lokomotiv a jejich náhradu nově příchozími. Některé tak byly do Prahy předány doslova "na dožití". V roce 2008 zavedly ČD přímé taktové rychlíky z Prahy přes Příbram do Českých Budějovic (tzv. „Švejky“) a protože v té době ještě neexistovala jiná vhodná vozidla, byly na tyto výkony turnusovány právě pražské 749, což ve vztahu k počtu nasazovaných lokomotiv a kilometrických proběhů znamenalo vrchol jejich provozu. Počátkem roku 2011 přišly do depa Praha nové lokomotivy řady 750.7, které stárnoucí řadu 749 v rychlíkové dopravě zcela nahradily. Její nasazení do čela osobních vlaků na Posázavském pacifiku pokračovalo turnusově až do 14. prosince 2013, kdy bylo, s velkou slávou, ukončeno. Čtyři zbývající lokomotivy (749 107, 121, 253, 264) byly posléze převedeny do zálohy. Na jejich výkonech byly v turnusu vystřídány výkonnější řadou 754, která se však ukázala, po delší době, jako nepříliš vhodná. V roce 2017 se tedy ČD rozhodly provoz posledních provozních kusů obnovit, byť v omezené míře. Zatímco 749.253 byla, krátce na to, odprodána společnosti KŽC, ostatní lokomotivy prošly nutnými opravami. U 749.107 a 121 se dokonce podařilo kompletní přelakování, se zachováním původních barevných variací. Nasazovány však byly už pouze v letní sezóně (duben-říjen). Krátce se vrátily i do čela rychlíků do Tanvaldu, než byl tento výkon, v dubnu 2018 převeden na motorové vozy řady 854. Další uplatnění pak našly v čele spěšných vlaků "Cyklo Brdy". Tento stav setrval až do jara 2021, kdy byla pro závadu odstavena 749.107. O rok později pak musela být z provozu stažena i 749.121 z důvodu neplnění norem ECM. 749.264 se na příležitostných výkonech ukazovala ještě na podzim 2022.      
Olomouc – Odlišný vývoj pak probíhal na Moravě, kde měl jejich provoz bohatou tradici. Tamější depo Olomouc, společně s podřízenými služebnami Šumperk a Krnov, bylo také druhým největším domovem této řady lokomotiv v českých zemích. Přímo v Olomouci bylo do prosince 2007 však umístěno jen několik málo strojů, které pravidelně vozily osobní vlaky do Šumperka a Uničova nebo tamtéž rychlík „Bradlo“ z Brna. Nejvíce jich bylo přiděleno v depu Šumperk odkud vyjížděly na horskou trať do Jeseníku v čele spěšných vlaků, rychlíku „Praděd“ a mezistátních osobních vlaků do polských Głuchołaz. Krnovské stroje, během svého působení v tamním depu (1997–2001), našly uplatnění na tratích mezi Krnovem, Olomoucí, Opavou a Ostravou a to, jak v osobní, tak i v nákladní dopravě. Je třeba také zmínit krátkodobé nasazení řady 749 v depu Prostějov, kde byly v letech 1997–1999 umístěny 3 stroje (749.240, 254, 261) pro provoz regionálních osobních vlaků na trati Prostějov-Chornice. V prosinci 2007 došlo k redukci provozních pracovišť a šumperské lokomotivy byly předány do Olomouce. Některé byly zrušeny už dříve nebo po nehodách (749.178, 214, 222, 242) a v provozu tak zbylo dvanáct lokomotiv (749.107, 121, 246, 248, 250, 253, 257, 259, 261, 264, 265). Už od dva roky později, v rámci ukončení jejich turnusové služby, byla část z nich předána do Prahy (749.107, 121, 253, 264), zbytek vydržel v občasném nasazení, zejména jako náhrada mladších řad 750.7 a 754 nebo motorových vozů až do jara 2013, kdy byly odstaveny poslední čtyři stroje (749. 246, 250, 257, 259).
České Budějovice – Jihočeská metropole převzala první stroje řady 749 ihned po jejich rekonstrukci v roce 1995. U některých byla provedena přímo tam (749.100, 134, 247, 255, 262), několik strojů přišlo později z dep Zdice (749.162, 187, 213, 241, 242), Jihlava (749.018, 051, 252) a Praha (749.254, 256) . V turnusové službě vystřídaly, tehdy nedlouho zabydlené, "brejlovce" řady 750. Pravidelně vyjížděly z Českých Budějovic v čele osobních vlaků a rychlíků na trati do rakouského Summerau a to až do roku 2001, kdy byla elektrifikována a uvolněné stroje přešly na známý rychlík "Bezdrev" (České Budějovice-Most). Ten dopravovaly v celé délce úctyhodných 266km! K tomu jim také přibyl rychlík "Šumava" z Prahy, který vozily v úseku České Budějovice-Nové Údolí. Výjimečně byly také nasazovány do čela rychlíků "Petrov" a "Petr Vok" (Plzeň - Brno) v úseku z Jihlavy do Brna, to však pouze jako náhrada lokomotiv řady 754, které ho vozily pravidelně. V průběhu roku 2007 pomáhaly 749.018 a 051 "sesterské" řadě 751 při odvozu dřeva z šumavských lesů, tehdy zasažených orkánem Kyril. Na samém konci téhož roku pak došlo k reorganizaci a rozsáhlé objekty českobudějovického depa připadly společnosti ČD Cargo, stroje osobního dopravce tak byly přemístěny na pracoviště v Táboře. Koncem roku 2010 byl zrušen rychlík "Šumava" a také legendární "Bezdrev" zmizel z jízdních řádů už o dva roky předtím. To mělo za následek vyřazení (odprodej) nebo přesuny některých lokomotiv. Ty zbývající (749.051, 100, 252, 254, 255, 262) našly nové uplatnění, v čele osobních vlaků, na trati z Veselí nad Lužnicí do rakouského Gmündu. To však pouze na krátkou dobu a už o rok a půl později je z turnusu vytlačily "regionovy" řady 814. Jistou zajímavostí bylo, v té době, také nasazení tří lokomotiv do čela rychlíku "Silva Nortica" (České Budějovice-Wien Hbf), který dopravovaly na českém území s rakouskými vozy. V roce 2010 se řada 749 také částečně vrátila na trať do Nového Údolí, i když jen v čele osobních vlaků a pouze v letní sezóně. Což se stalo nakonec jejím úplně posledním výkonem v depu České Budějovice. Postupně také ubývalo provozních lokomotiv neboť některé byly již odprodány soukromým dopravcům nebo zrušeny (749.051, 255, 262). Tento stav se již neměnil do prosince roku 2012, kdy byla pro závadu odstavena 749.252 a převezena do Prahy jako zdroj náhradních dílů pro tamní provozní stroje. V provozu tak zůstala už pouze 749.100, která své poslední kilometry najezdila na přetazích s osobními vozy mezi myčkou a českobudějovickým nádražím. Dojezdila v červnu 2013 pro závadu na spalovacím motoru a o dva roky později byla rozřezána v depu Česká Třebová.

## Současnost (České dráhy)
V roce 2025 je v majetku státního dopravce ČD celkem pět lokomotiv.
Tři stroje (107, 121, 264) jsou umístěny v depu Praha-Vršovice. Nejstarší 107 je, po několikaletém odstavení, od prosince 2024 opět provozní. Lokomotivy 121 a 264, odstavené pro nesplnění norem ECM, prochází v současnosti (srpen 2025) opravou.
Další provozní lokomotivy - 749.008 (používá se výrobní označení T478.1008) a 749.250 jsou už muzejními exponáty. Lze je vidět v depu historických vozidel v Lužné u Rakovníka nebo při nejrůznějších příležitostech v rámci muzeálního provozu. Obě prošly rozsáhlými vyvazovacími opravami a každá z nich demonstruje jinou životní etapu této řady lokomotiv. Zatímco T478.1008 má připomínat podobu těchto strojů po vyrobení, 749.250 reprezentuje čerstvě rekonstruované lokomotivy z druhé poloviny 90. let.

## Současnost (ČD Cargo)
Dceřiná společnost ČD Cargo vlastní v roce 2025 už pouze dva (018, 019), z původních pěti strojů. Další tři (187, 247, 251) byly v roce 2019, jako neprovozní, odprodány soukromým dopravcům.  
Starší 749.018 prošla v roce 2012 náročnou vyvazovací opravou, částečnou modernizací a obnovou nátěru. V lednu 2013 potom ukončovala nasazení lokomotiv své řady na šumavských tratích, v nákladní dopravě, k čemuž došlo po dlouhých 45 letech. Poté byla v provozu letmo a od roku 2018 byla dlouhodobě odstavena pro závažnou havárii motoru. V lednu 2021 byla nabídnuta k odprodeji. Zájemce se však nenašel a tak bylo v srpnu 2023 rozhodnuto o jejím opětovném zprovoznění. Oprava se protáhla až do závěru roku 2024 a poté byla lokomotiva nasazena na výkonech společnosti ČDCargo Slovakia. 
Druhý provozní stroj 749.019 je umístěn v depu Ostrava, kde je letmo nasazován na nejrůznější nákladní vlaky.

## Historické a soukromé lokomotivy
Od roku 2011 byly některé vyřazené lokomotivy řady 749 odprodány soukromým dopravcům. Drtivá většina z nich prošla rozsáhlými hlavními opravami a slouží buď jako historická vozidla nebo k dopravě nejrůznějších (zejména nákladních) vlaků na celém území ČR. Z původních 60 kusů se tak podařilo udržet v provozu nebo vrátit na koleje více než 20 z nich.

## Seznam dosud nezrušených lokomotiv

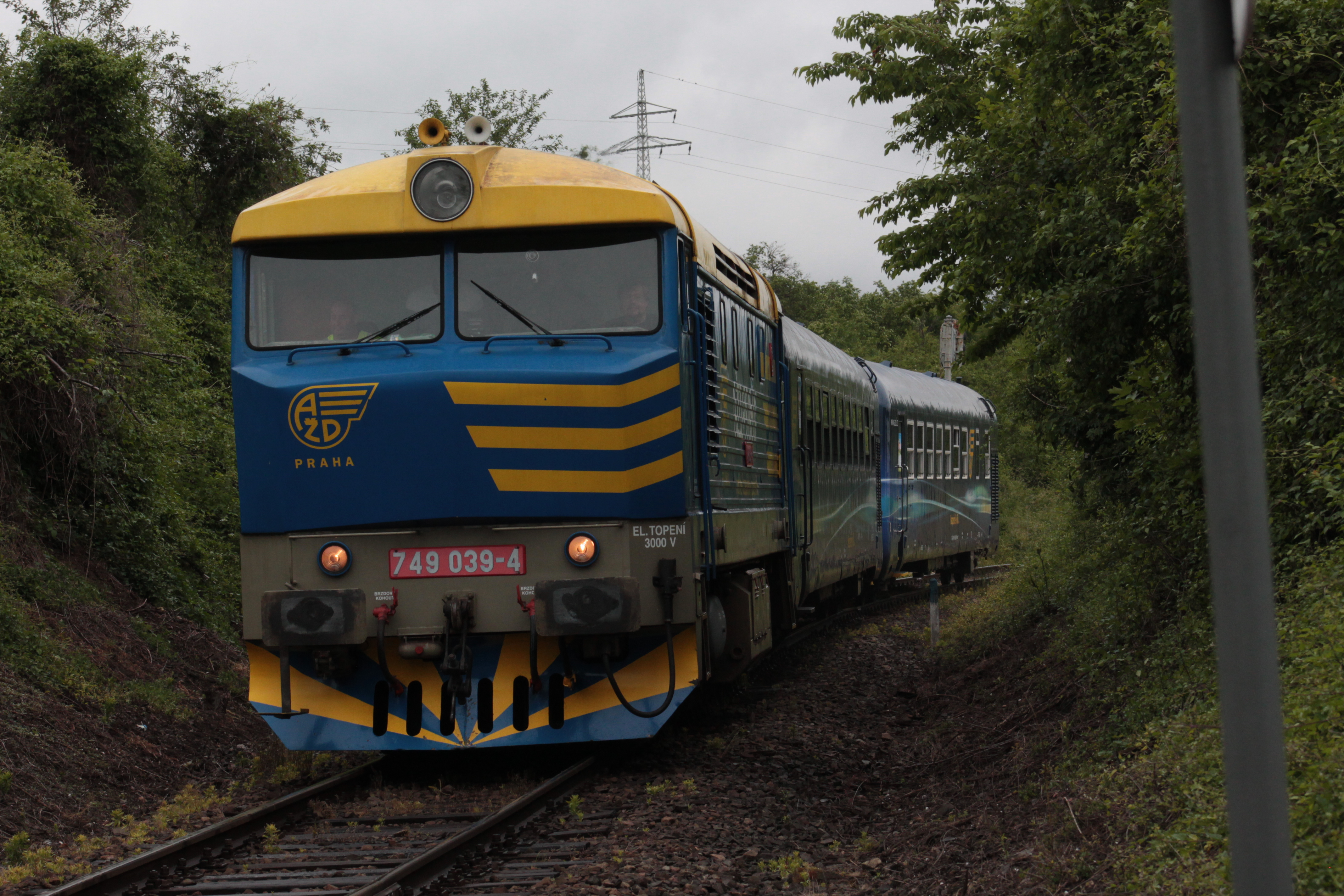
Lokomotiva 749.039 společnosti AŽD Praha

- 749.006-3 (T 478.1006, KŽC Doprava)[14]
- 749.008-9 (T 478.1008, České dráhy, depo Praha Vršovice)[15]
- 749.018-8 (ČD Cargo Slovakia)
- 749.019-6 (ČD Cargo, depo Ostrava)
- 749.039-4 (AŽD Praha)[16]
- 749.051-9 (Rail System) – 1/2024 převezen do depa Veselí nad Lužnicí[17]
- 749.102-0 (TrakRail s.r.o.) – zprovozňován v prostorách bývalého depa Meziměstí
- 749.107-9 (T 478.1107, České dráhy, depo Praha Vršovice)
- 749.121-0 (České dráhy, depo Praha Vršovice) – neprovozní, v opravě
- 749.146-7 (Retrolok, depo Horažďovice)[18]
- 749.162-4 (IDS CARGO)[19]
- 749.181-4 (IDS CARGO)[20]
- 749.187-1 (Junior Market s.r.o.)[21]
- 749.240-8 (T 478.2078, IVK Loko, depo Kladno)[22]
- 749.241-6 (Rail System, depo Veselí nad Lužnicí[17]) – neprovozní, slouží jako zdroj ND
- 749.246-5 (T 478 2011, Výhrevňa Vrútky)[23]
- 749 247-3 (Východočeská dráha)[24]
- 749.248-1 (Výhrevňa Vrútky)[25]
- 749.250-7 (České dráhy, Depo historických vozidel Lužná u Rakovníka)[26]
- 749 251-5 (Východočeská dráha)[24]
- 749.252-3 (Klub přátel kolejových vozidel) – neprovozní
- 749.253-1 (T 478.1215, KŽC Doprava)[14]
- 749.254-9 (Klub přátel kolejových vozidel)[27]
- 749.259-8 (T 478.2065, KŽC Doprava)[14]
- 749.262-2 (Rail System)
- 749.263-0 (Rail System)[28]
- 749.264-8 (České dráhy, depo Praha Vršovice) – neprovozní, v opravě
- 749.265-5 (Moravská železniční)

## Přezdívky
Lokomotivy jsou nazývány stejně jako nerekonstruované původní lokomotivy, s mnoha regionálními zvláštnostmi.